# مطبخ يوناني قديم

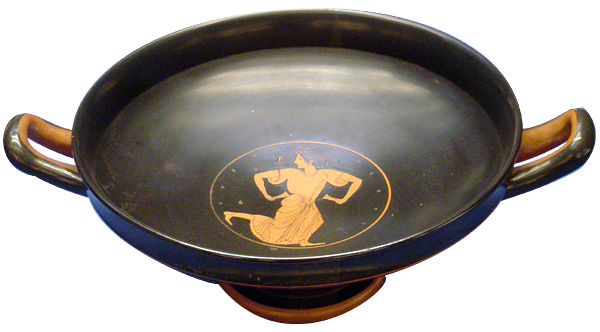
نوع من الأوانى الأكثر شيوعا في اليونان القديمة للشرب

يتميز النظام الغذائى عند الإغريق بالبساطة وذلك يعكس الظروف الصعبة للزراعة اليونانية .
يعتمد النظام الغذائى على الثالوث المتوسطى و المتكون من: القمح , زيت الزيتون و النبيذ .
تعتبر الحبوب هي أساس التغذية اليونانية و خصوصا القمح الجاف، الحنطة الرومية و الشعير .
يتم تقليل القمح في دقيق الشوفان و يستخدم في عصيدة لصنع الخبز أو الفطائر .
يستخدم الشعير في أغلب الأحيان لصنع الطبق الرئيسى باليونان .

## وجبة

### في العائلة

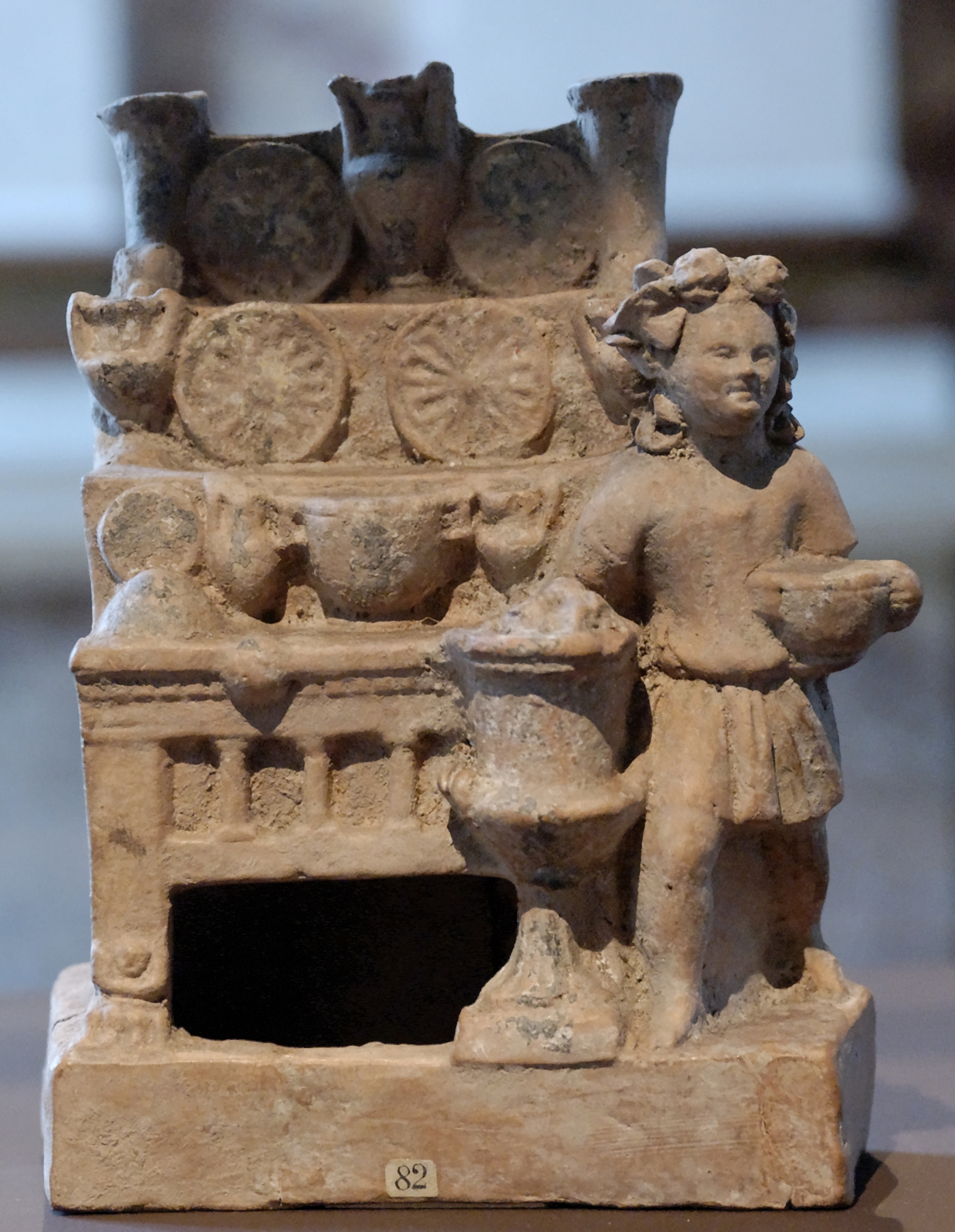
طفل أمام مأدبة عرض أوانى, متحف اللوفر

لليونانيين ثلاث وجبات يوميا. تتكون الأولى (ἀκρατισμός / akratismós) من خبز الشعير المغمور في النبيذ الخام (ἄκρατος / ákratos) , و يمكن أن يكون مزينا بالتين و الزيتون .
الوجبة الثانية (ἄριστον / áriston) تتلخص في أنها تؤخذ في وقت الظهيرة . أما الثالثة، وهي أهم وجبة في اليوم، فعادة ما تؤخذ عند حلول الظلام و يمكن إضافة عصرونية (ἑσπέρισμα / hespérisma) في بداية السهرة ; l'ἀριστόδειπνον / aristódeipnon , و يمكن أن يقدم الإفطار متأخرا بدلا من وجبة العشاء .
يبدو أنه في معظم الحالات، يتناول كل من السيدات و الرجال وجباتهم على حدى . و إذا كان حجم البيت لا يسمح بذلك، يأكل الرجال أولا، ثم تأكل السيدات بعد ان ينتهية الرجال من الأكل .
يقوم الرقيق بتقديم الخدمات أما في الأسر الأكثر فقرا يقوم بذلك النساء و الأطفال .

### الخبز

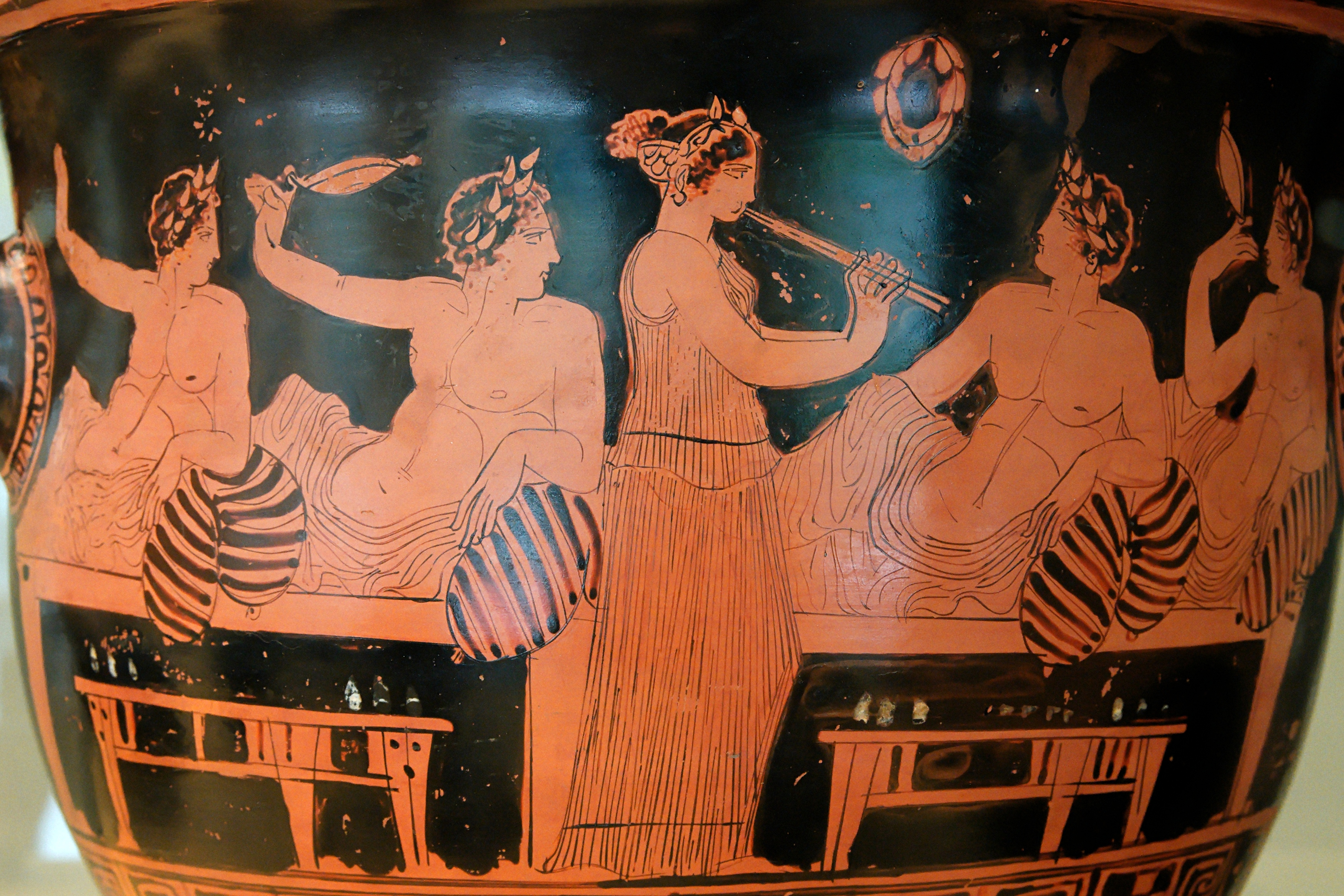
صورة يونانية